# Sesto Campano
Sesto Campano es una localidad y comune italiana de la provincia de Isernia, región de Molise, con 2.454 habitantes.

## Evolución demográfica
| Gráfica de evolución demográfica de Sesto Campano entre 1861 y 2008 |
|                                                                     |
| Fuente ISTAT - elaboración gráfica de Wikipedia                     |